# Vizcayabrug
De Vizcayabrug (Spaans: Puente de Vizcaya) is een brug die de Spaanse plaatsen Portugalete en Las Arenas (deel van Getxo) verbindt over de Nervión. Het is werelds oudste zweefbrug, gebouwd in 1893. De Vizcayabrug werd ontworpen door Alberto Palacio, een van Gustave Eiffel's leerlingen. De brug is nog steeds in gebruik: elke 8 minuten verplaatst een gondel passagiers en maximaal zes auto's.
De zweefbrug, de eerste in zijn soort, werd gebouwd op particulier initiatief tussen 1887 en 1893. De brug werd op 28 juli 1893 in gebruik genomen. Het staat aan het einde van de rivier en op korte afstand van de plaats waar deze uitmondt in de Golf van Biskaje.
De brug bestaat uit een vaste stalen vakwerkconstructie bestaande uit twee pijlers verbonden met een vaste bovenbouw. De ijzeren balken zijn met klinknagels aan elkaar bevestigd. De 60 meter hoge pijlers zijn met zware staalkabels verankerd. Bij de bouw werd 728.447 kilogram ijzer gebruikt, 10.629 klinknagels, 88.248 kg staalkabel en 21.041 bouten en moeren.
Aan de vaste bovenbouw, zo’n 45 meter boven het waterniveau bij vloed, hangt een gondel, deze biedt ruimte aan zes auto’s en zo’n 200 passagiers. De gondel beweegt tussen de pijlers van de ene naar de andere oever en overbrugt hiermee een afstand van 160 meter.
De keuze voor deze bijzondere brug was ingegeven door het drukke scheepvaartverkeer van en naar de haven van Bilbao. In die tijd was Bilbao een belangrijke industriële regio met mijnbouw, handel, scheepvaart en een financieel centrum. Per jaar werd meer dan 12 miljoen ton goederen overgeslagen in de haven. De schepen mochten niet gehinderd worden hetgeen de grote hoogte van het bouwwerk verklaart. De mobiele gondel ligt op het niveau van de kade en maakte de aanleg van lange toe- en afvoerwegen overbodig. De gondel ligt tegen de kade wanneer een schip wil passeren en vormt hierdoor nauwelijks hinder.
Tijdens de Spaanse Burgeroorlog raakte onderdelen van de brug beschadigd. Op 16 juni 1937 werden de spankabels aan de kant van Getxo met explosieven vernietigd, waardoor het dek in het water kwam en het weg- en scheepvaartverkeer werd geblokkeerd. In 1939 begonnen de herstelwerkzaamheden onder leiding van Juan Aracil, die gelijk een aantal kleine veranderingen doorvoerde.
Aanvankelijk werd de energie benodigd voor het verplaatsen van de gondel geleverd door een stoommachine. Deze stond onder een van de pylons en leverde de kracht om de gondel met lange kabels heen en weer te trekken. Dit werd na zo’n 20 jaar vervangen door een elektromotor en tijdens de laatste restauratiewerkzaamheden is deze elektromotor vervangen door 12 kleine motoren. De gondel is vaker aangepast, was de aanvankelijk van ijzer, hout en canvas maar de huidige versie is van aluminium en aangepast om de weerstand te reduceren en de windgevoeligheid te verminderen.
De brug staat sinds 2006 op de werelderfgoedlijst van UNESCO.

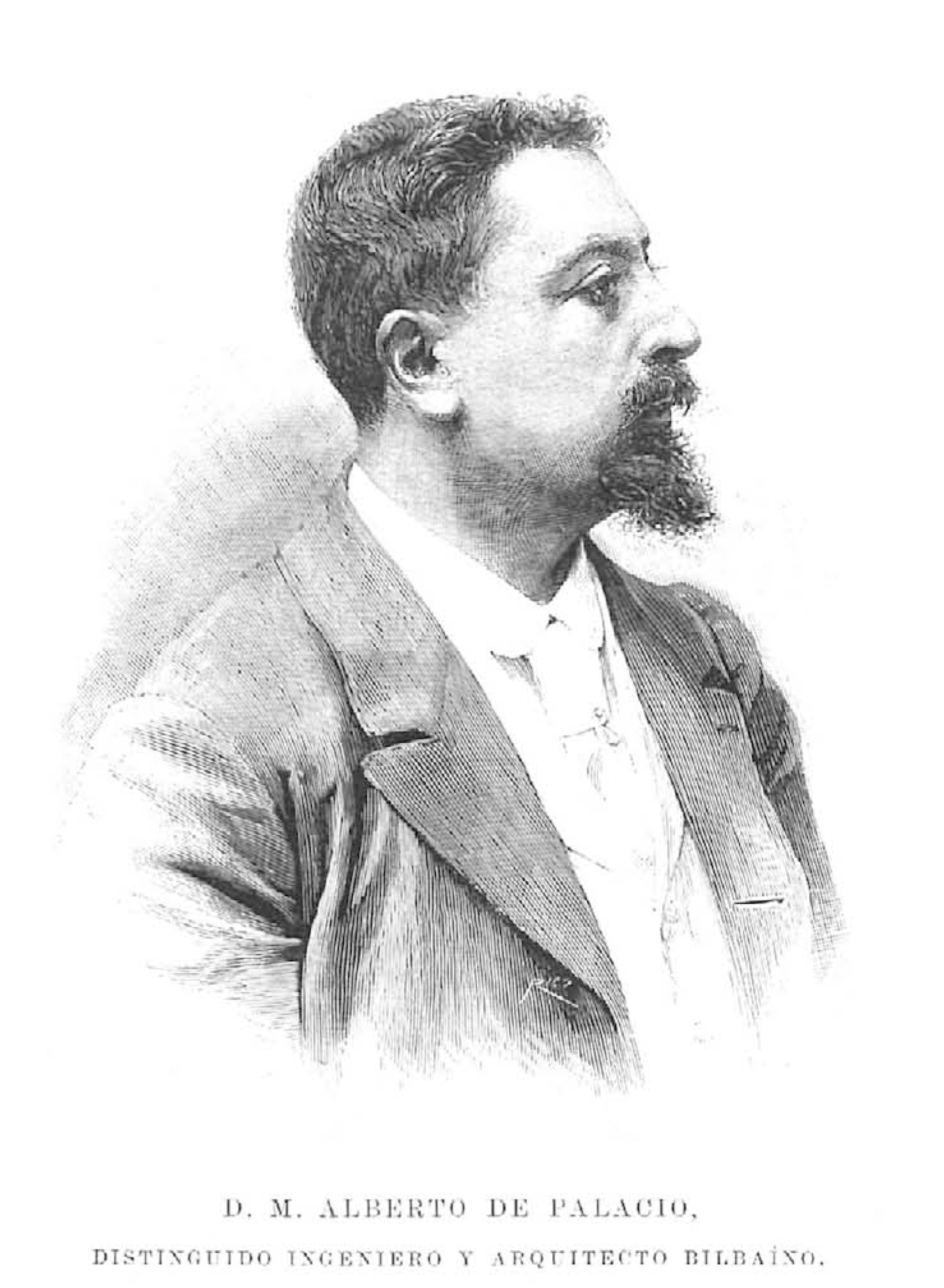
Alberto Palacio
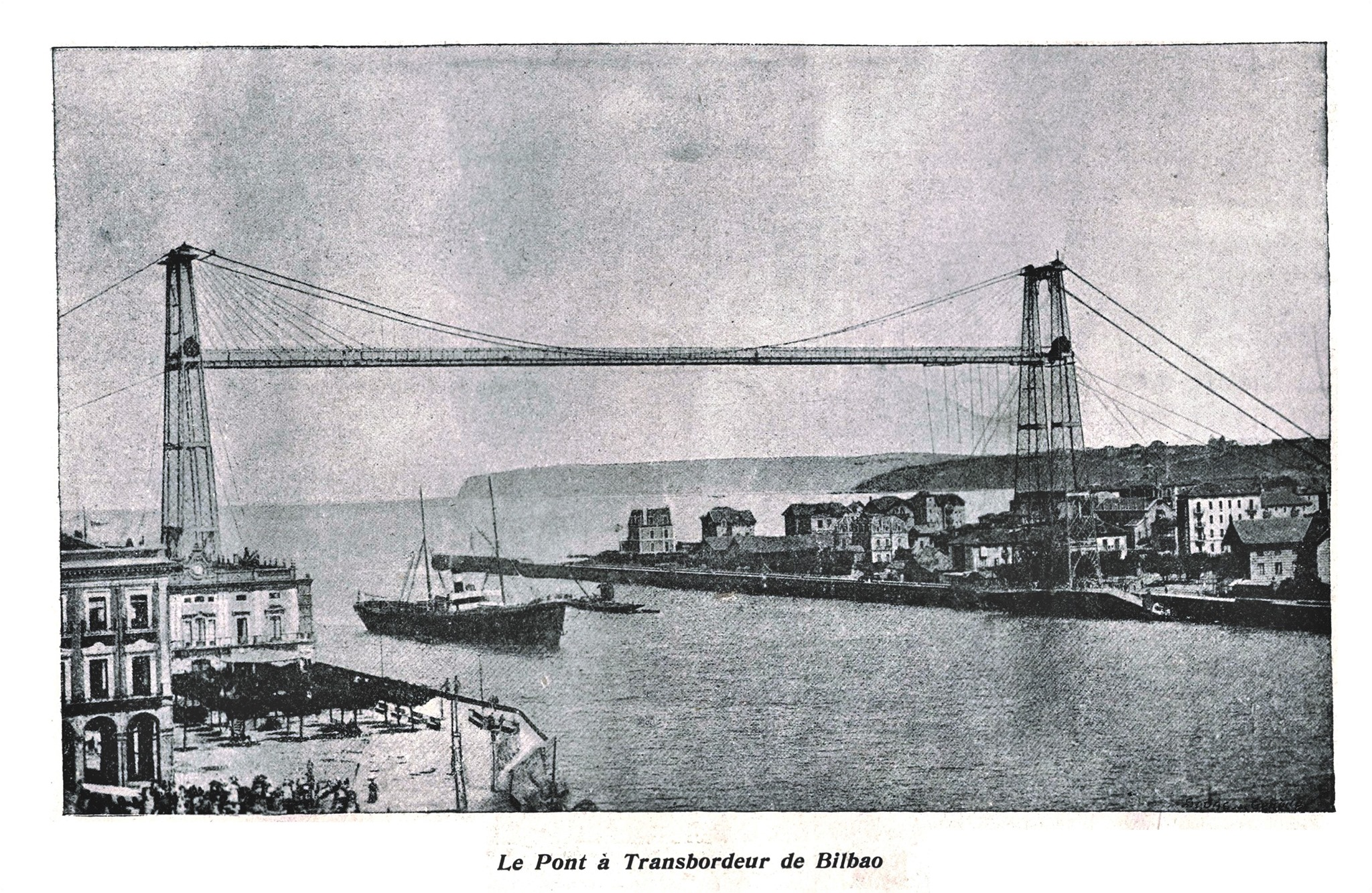
De brug in 1893
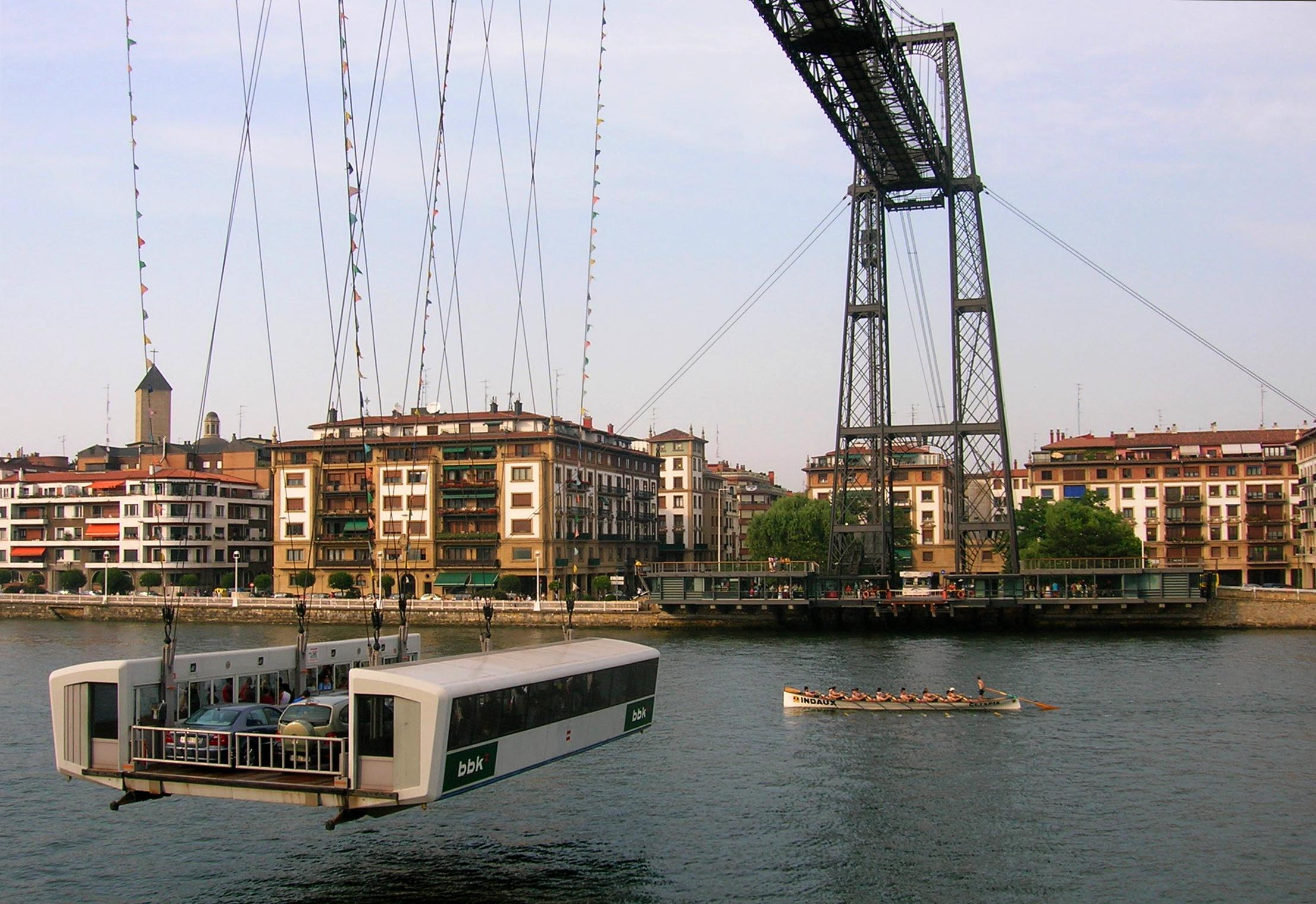
De gondel
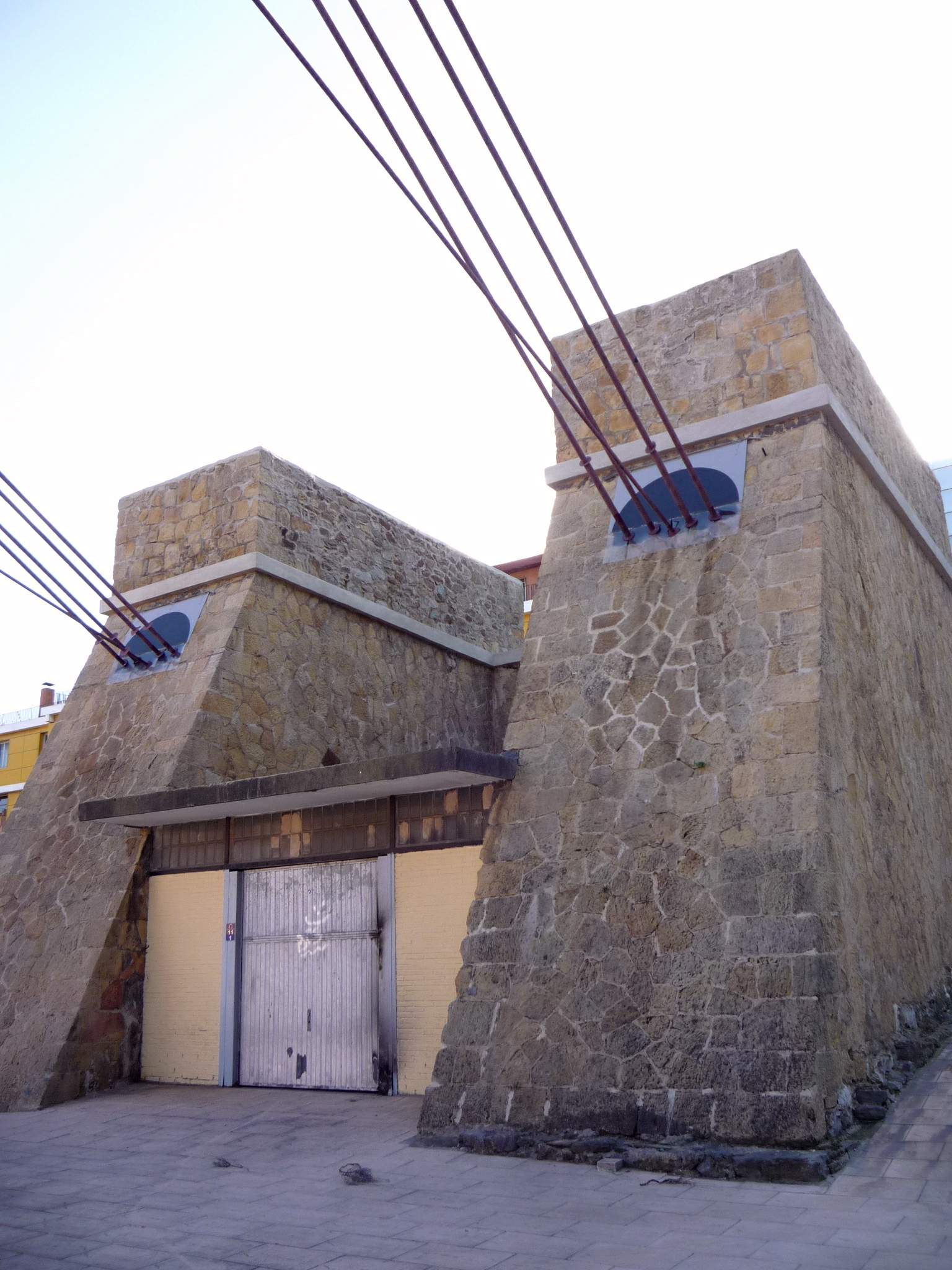
Ankerpunt voor de staalkabels
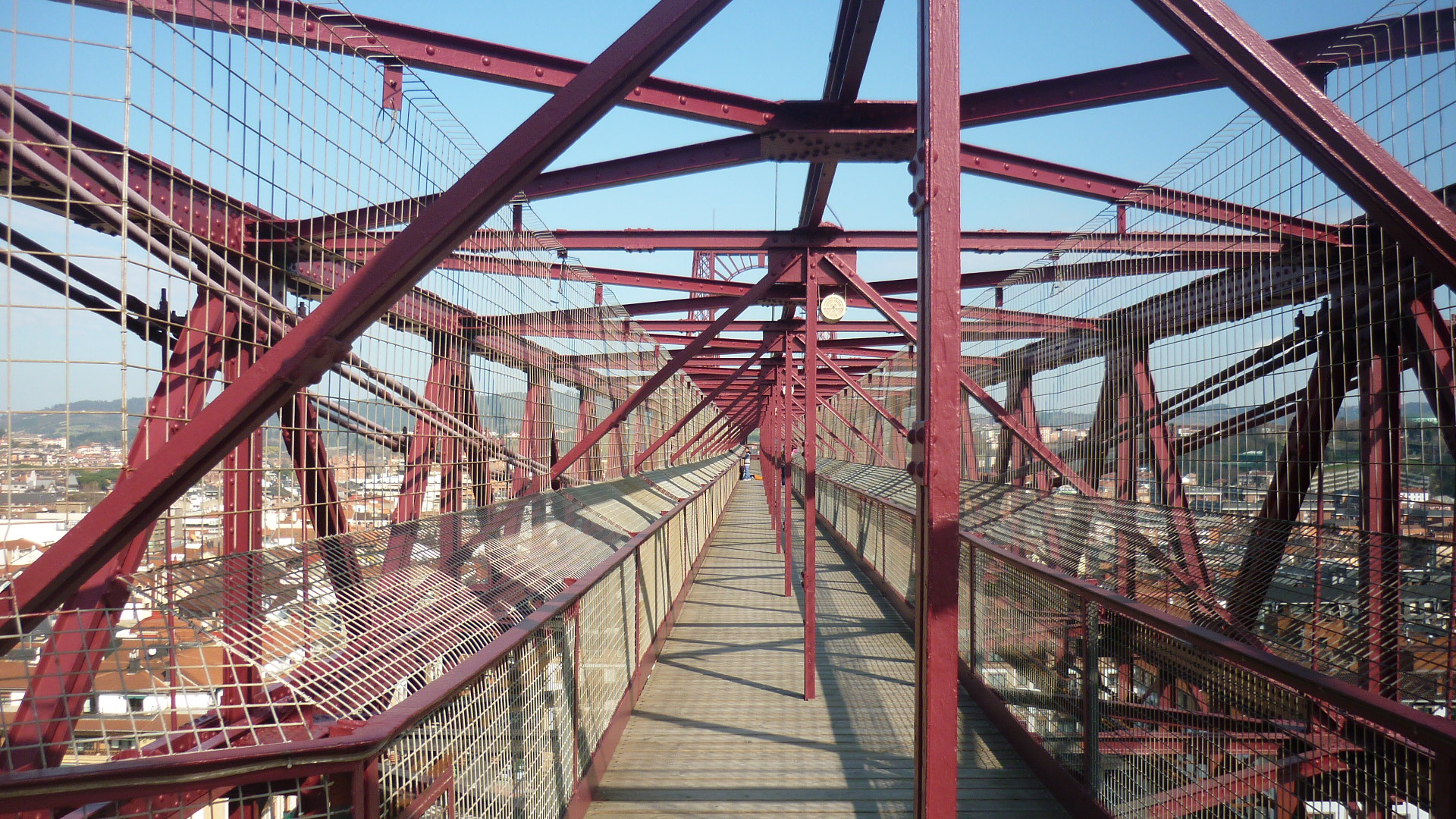
Voetpad in de bovenligger